# Tutti a casa (album)
Tutti a casa è l'undicesimo album in studio solista del rapper italiano Bassi Maestro, pubblicato il 19 dicembre 2011 dalla Sano Business.

## Descrizione
Prodotto interamente da Bassi Maestro (ad esclusione di Mr. U R nobody e Come schiavi, prodotte da DJ Shocca), Tutti a casa è stato reso disponibile per il download gratuito a partire dalla tarda serata del 19 dicembre 2011 sul sito ufficiale del rapper.
L'album è stato anticipato dal videoclip del brano Crazy, pubblicato l'11 dicembre 2011, e vanta le collaborazioni di grandi artisti del panorama rap italiano come Ensi, Zampa, Jack the Smoker e Mondo Marcio.

## Tracce
1. Stanno tutti bene prelude #1
2. Mr. U R nobody (prod. DJ Shocca)
3. Non è questione
4. Get retarded feat. Jack the Smoker, Nex Cassel
5. Runaway feat. Mondo Marcio
6. Tutti a casa
7. Crazy
8. Sopra la cintura feat. Ensi
9. Dal minimo al massimo feat. Ghemon, Matteo Pelli, Mecna
10. The B/The K feat. Baby K
11. Stanno tutti bene prelude #2
12. Come schiavi (prod. DJ Shocca) feat. Cali, A.M.(La Congrega)
13. Reggie Hammond
14. Tu lo sai pt.2 feat. Supa, Coliche, Asher Kuno
15. Riflessioni feat. Gene5, Zampa
16. I'm nice (on the mic) feat. Reka The Saint, Evergreen
17. Spiegare un'attitudine
18. Stanno tutti bene prelude #3
19. Non fermi questo show (prod. by A&R) feat. Mondo Marcio, Beng, Micro